# Jody Racicot
Jody Racicot est un acteur canadien.

## Filmographie

### Cinéma
- 1994 : PCU : Pigman
- 1997 : Hostile Intent : Rawlins
- 1997 : Dinner at Fred's : Billy Ratree
- 2000 : Steal This Movie : Cardozo
- 2002 : Slap Shot 2 : Gasmer
- 2002 : K-9: P.I. : Maurice
- 2002 : Greenmail : Agent Juarez
- 2002 : Flagrant délire : D.J.
- 2002 : Le Smoking : Kells
- 2003 : Lizzie McGuire, le film : Giorgio
- 2006 : Destination finale 3 : Buldworth
- 2006 : Black Christmas : le préposé
- 2006 : La Nuit au musée : un homme de Néandertal
- 2007 : Charlie, les filles lui disent merci : le guichetier
- 2010 : Gunless : Paul
- 2014 : La Nuit au musée : Le Secret des Pharaons : un homme de Néandertal

### Télévision
- 1994 : TekWar : Merlin
- 1994 : Le Justicier des ténèbres : David Barton (1 épisode)
- 1996 : Cagney et Lacey : Ron Talley
- 1996 : Kung Fu, la légende continue : Alexander Jaekel (1 épisode)
- 1997 : Le Dernier Parrain : soldat Clericuzio (2 épisodes)
- 1997 : Psi Factor, chroniques du paranormal : Lem Jackson (1 épisode)
- 1997 : Les Repentis : Jodie (1 épisode)
- 1998 : F/X, effets spéciaux : Candy (1 épisode)
- 1998 : X-Files : Aux frontières du réel : Père Gregory (1 épisode)
- 1998 : Chérie, j'ai rétréci les gosses : le facteur (1 épisode)
- 1998 : Da Vinci's Inquest : Manny (1 épisode)
- 1998-2000 : Invasion planète Terre : Speed et le barman (2 épisodes)
- 1999 : The Crow : Snake Eyes (1 épisode)
- 1999 : Au-delà du réel : L'aventure continue : Oren Edgar (1 épisode)
- 1999-2000 : The City : St. Crispin St. James (16 épisodes)
- 2000 : Nikita : un technicien (1 épisode)
- 2000 : La Vie avant tout (1 épisode)
- 2000 : Witchblade : Drexler
- 2000 : First Wave : le chimiste (1 épisode)
- 2000 : Sydney Fox, l'aventurière : Tobar (1 épisode)
- 2001 : Blue Murder : Mitch Worrell (1 épisode)
- 2001 : Un été en Louisiane : Shorty
- 2001 : Les Enquêtes de Nero Wolfe : Leo Jerome, l'homme de nuit dans l'appartement (3 épisodes)
- 2002 : Jeremiah : Wylie (1 épisode)
- 2002 : Stargate SG-1 : Vernon Sharpe (1 épisode)
- 2003 : Close to Home : Juste Cause : Stanley Kratzer (1 épisode)
- 2003-2004 : The Newsroom : Alex (13 épisodes)
- 2004 : Touching Evil : Frederick Jack Stentz (1 épisode)
- 2004 : Dead Like Me : Gordon Maynard (1 épisode)
- 2007 : Blood Ties : Greg le portier (3 épisodes)
- 2007-2008 : Flash Gordon : Dr Hans Zarkov (21 épisodes)
- 2008 : Eureka : Dr Peterson (1 épisode)
- 2011 : Nikita (1 épisode)
- 2018 : Altered Carbon : M. Philips (1 épisode)